# Premio nazionale letterario Pisa
Il Premio nazionale letterario Pisa (nato come Premio nazionale di poesia) è un premio letterario italiano, fondato dagli stessi che hanno dato vita al Premio Viareggio, tra cui appunto Leonida Répaci, Mario Soldati, Villaroel, Giambene, Ferrigno ed altri importanti poeti e narratori pisani, che si riunivano presso alcuni caffè cittadini o in salotti letterari della città.
Il Gruppo artistico letterario La Soffitta, titolare del Premio, è l'organizzatore della manifestazione letteraria, in collaborazione con il Comune di Pisa, la Provincia di Pisa e la sponsorizzazione di enti e importanti realtà imprenditoriali e culturali cittadine.
Tra i vincitori si annoverano Umberto Eco, Sergio Romano, Paolo Savona, Alberto Moravia, Paolo Prodi, Sebastiano Timpanaro, Lea Ritter Santini, Lionello Sozzi, Edda Bresciani, Enrico Fubini, Adriano Prosperi, Alessandro Fo, Ennio Cavalli, e molti altri.
Fanno parte delle tre giurie tradizionali personalità del mondo della cultura, i cui presidenti sono Walter Pedullà (giuria di Narrativa), Eugenio Ripepe (giuria di Saggistica), Floriano Romboli (giuria di Poesia).
Per alcuni anni il comitato promotore, attualmente presieduto da Giancarlo Ceccarini, ha distribuito numerose borse di studio a giovani scrittori, ed ha realizzato alcuni volumi antologici dei lavori presentati.
Oltre alle tre sezioni tradizionali, il premio si avvale della medaglia del presidente della Repubblica italiana, prestigioso riconoscimento consegnato a grandi personaggi del mondo delle scienze e della cultura italiana, e il premio speciale "Galeone d'Oro", costituito da un'opera orafa destinata a personalità del mondo dello spettacolo e dello sport, offerto ogni anno dal Rotary Club di Pisa. Vengono inoltre consegnati dei premi alla carriera.

## Medaglia del presidente della Repubblica
In ordine temporale di consegna del premio:
- Marlis Ingenmej
- Renzo Carmignani
- Mario Sansone
- Natalino Sapegno
- Pietro Annigoni
- Giorgio Bassani
- Gilberto Bernardini
- Fortunato Bellonzi
- Giovanni V. Amoretti
- Antonino Zichichi
- Marianello Marianelli
- Enzo Carli
- Carlo Ludovico Ragghianti
- Emilio Greco
- Carlo Rubbia
- Geno Pampaloni
- Mario Soldati
- Mario Tobino
- Tristano Bolelli
- Antonio Tabucchi
- Giorgio Spini
- Francesco Alberoni
- Umberto Eco
- Dacia Maraini
- Riccardo Muti
- Luigi Donato
- Attilio Maseri
- Elio Toaff
- Alessandro Pizzorno
- Renato Buoncristiani
- Mario Monicelli
- Riccardo Varaldo
- Luigi Blasucci
- Giovanni Conso
- Antonio Paolucci
- Sergio Zavoli
- Salvatore Settis
- Pierfrancesco Pacini
- Angelo Guglielmi
- Alessandro Pizzorusso
- Franco Mosca
- Cosimo Bracci Torsi
- Guido Tonelli
- Gaetano Bardini [senza fonte]

## Premi speciali alla carriera
In ordine temporale di consegna del premio:
- Leonardo Sciascia
- Bruno Pontecorvo (Premio speciale "Dinamo d'oro" per la fisica)
- Giancarlo Ceccarini
- Dario Fo ("Una vita per il teatro")
- Andrea Bocelli
- Ugo Gregoretti
- Paolo Limiti ("Una vita per la musica")
- Raina Kabaivanska
- Claudia Giannotti
- Roberto Farnesi
- Caterina Vertova
- Ugo Riccarelli
- Nicolai Ghiaurov
- Giancarlo Vigorelli
- Alberto Veronesi
- Andrea Buscemi
- Massimo De Luca
- Ennio Cavalli
- Franco Adami
- Giancarlo Tognoni
- Enrico Fubini
- Dino Carlesi
- Giuseppe Mascambruno
- Giorgio Parisi (Premio speciale "Bruno Pontecorvo" per la fisica - 2013)
- Fausto Bertinotti
- Riccardo Del Turco ("Una vita per la musica")
- Salvatore Califano
- Francesco Pasqualetti
- Sergio Givone
- Silvano Campeggi ("Una vita per l'Arte")
- Simone Guerrini
- Adalberto Giazotto
- Alfredo Lucifero 2018[3]
- Paolo Grossi, 2019
- Gen. CC Angelo De Luca, 2022
- Valdo Spini, 2023
- Alessandro Luongo, 2023

## Premio speciale "Galeone d'oro"
In ordine temporale di consegna del premio:
- Bice Valori
- Paolo Panelli
- Lydia Alfonsi
- Ave Ninchi
- Ubaldo Lay
- Corrado
- Anna Maria Guarnieri
- Franca Valeri
- Giancarlo Zanetti
- Nando Gazzolo
- Ida Di Benedetto
- Lina Wertmüller
- Marisa Fabbri
- Paolo Benvenuti
- Alberto Lattuada
- Mario Cecchi Gori
- Giuliano Montaldo
- Paolo e Vittorio Taviani
- Gillo Pontecorvo
- Piero Angela
- Renzo Arbore
- Luca Ronconi
- Mariangela Melato
- Maurizio Scaparro
- Monica Vitti
- Sylvano Bussotti
- Mirella Freni
- Paola Gassmann
- Fabrizio Frizzi
- Alessandra Sensini
- Ilaria Bianco
- Arnoldo Foà
- Andrea Frazzi e Antonio Frazzi
- Nicoletta Braschi
- Paola Pitagora
- Giuliana Lojodice
- Salvatore Sanzo
- Antonio Caprarica
- Luigi Squarzina
- Rolando Panerai
- Carlo Lizzani
- Fiorenza Cossotto
- Giovanni Floris
- Pupi Avati
- Leo Gullotta
- Stefano Accorsi
- Uto Ughi
- Stefano Zecchi
- Luciano Onder
- Lorenza Foschini
- Donata D'Annunzio Lombardi
- Bruna Baglioni e Massimo Dapporto, 2018[3]
- Leone Magiera 2019
- Giacomo Prestia 2020
- Michele Dall'Ongaro 2021
- Ferruccio De Bortoli 2022
- Grazia Graziadei 2023
- Valerio Cappelli 2024

## I vincitori delle tre sezioni di letteratura[2]
- 1956 Gennaro Morra (poesia)
- 1958 Martino Vitali (poesia), Andrea Rossi (narrativa)
- 1959 Maria Clara Cataldi (poesia), Antonio Candio (narrativa)
- 1960 Massimo Grillandi (poesia), Vittorio Vettori (poesia), Giovanni Curmi (narrativa)
- 1961 Garibaldo Alessandrini (poesia), Renzo Rocca (poesia)
- 1962 Carlo Martini (poesia)
- 1963 Corrado Govoni (poesia), Franco Masala (narrativa)
- 1964 Luigi Fiorentino (poesia), Marino Piazzolla (poesia inedita)
- 1965 Silvano Ceccherini (narrativa)
- 1966 Antonio Barolini (poesia)
- 1967 Salvatore Gallo (narrativa)
- 1968 Giuseppe D'Alessandro (poesia), Armanda Giambrocono Guiducci (saggistica)
- 1969 Bortolo Pento (poesia), Aldo Brunetti (poesia opera prima)
- 1970 Francesco Burdin (narrativa)
- 1971 Giancarlo Pandini (poesia), Renzo Barsacchi (poesia opera prima), Giuseppe Bonura (narrativa)
- 1972 Giuseppe Longo (poesia), Pietro Buttitta (narrativa)
- 1973 Franco Ferrucci (narrativa)
- 1974 Giorgio Fontanelli (poesia), Mario Lunetta (narrativa)
- 1975 Antonio Chiarelotto (poesia), Piero Bargagli (poesia), Giuliano Gramigna (narrativa)
- 1976 Siro Angeli (poesia), Nico Orengo (narrativa)
- 1977 Giorgio Bàrberi Squarotti (poesia), Italo Cremona e Gino Nogara (narrativa) ad ex aequo
- 1978 Riccardo Marchi e Danilo Dolci (poesia) ad ex aequo, Piero Sanavio (narrativa)
- 1979 Angelo Manuali (poesia), Giovanni Pascutto (narrativa)
- 1980 Marcello Venturoli (poesia), Ambrogio Borsani (narrativa)
- 1981 Igino Creati e Giusi Varbano Cipollina (poesia) ad ex aequo, Luigi Malerba (narrativa)
- 1982 Giuseppe Bonaviri, Armanda Giambrocono Guiducci e Mario Graziano Parri (poesia) ad ex aequo, Antonio Altomonte (narrativa)
- 1983 Marcello Landi e Mario Lunetta (poesia), Luciano Anselmi e Luca Canali (narrativa) ad ex aequo
- 1984 Sebastiano Addamo (poesia), Melo Freni (poesia) ad ex aequo, Aldo Rosselli (narrativa)
- 1985 Giuliano Dego e Salvatore Martino (poesia) ad ex aequo, Luisa Adorno e Luigi Compagnone (narrativa) ad ex aequo
- 1986 Ugo Reale (poesia), Alberto Moravia (narrativa)
- 1987 Igino Creati e Benedetto Macaronio (poesia) ad ex aequo, Anna Maria Ortese (narrativa)
- 1988 Tiziano Rossi (poesia), Vincenzo Cerami (narrativa), Miriam Mafai e Laura Modesti (saggistica)
- 1989 Renzo Modesti (poesia), Oreste Del Buono (narrativa), Giorgio Galli (saggistica)
- 1990 Vivian Lamarque e Carmelo Pirrera (poesia) ad ex aequo, Paolo Barbaro (narrativa), Fausta Garavini (saggistica)
- 1991 Giancarlo Majorino e Isabella Scalfaro (poesia) ad ex aequo, Franco Cordelli (narrativa), Elémire Zolla (saggistica)
- 1992 Grytzko Mascioni (poesia), Marina Mizzau (narrativa), Remo Bodei (saggistica)
- 1993 Anna Maria Carpi (poesia), Pier Maria Pasinetti (narrativa), Sergio Romano (saggistica)
- 1994 Umberto Piersanti (poesia), Giorgio Pressburger (narrativa), Guido Paduano (saggistica)
- 1995 Alessandro Fo (poesia), Sebastiano Vassalli (narrativa), Bruno Bongiovanni (saggistica)
- 1996 Valerio Magrelli (poesia), Silvana Grasso e Antonio Pennacchi (narrativa) ad ex aequo, Sebastiano Timpanaro (saggistica)
- 1997 Cesare Viviani (poesia), Giancarlo Buzzi (narrativa), Adriano Prosperi (saggistica)
- 1998 Franco Buffoni (poesia), Franco Petroni (narrativa), Lea Ritter Santini (saggistica)
- 1999 Mario Luzi (poesia), Marco Lodoli (narrativa), Paolo Savona (saggistica)
- 2000 Roberto Mussapi (poesia), Michele Mari e Ugo Riccarelli (narrativa) ad ex aequo, Paolo Prodi (saggistica)
- 2001 Paolo Maccari e Gilberto Sacerdoti (poesia) ad ex aequo, Eraldo Affinati (narrativa), Benedetta Craveri (saggistica)
- 2002 Ennio Cavalli (poesia), Clara Sereni (narrativa), Grazia Tomasi (saggistica)
- 2003 Maurizio Cucchi (poesia), Diego De Silva e Andrej Longo (narrativa) ad ex aequo, Giovanni Ricci (saggistica)
- 2004 Mario Lunetta (poesia), Ugo Cornia (narrativa), Lionello Sozzi (saggistica)
- 2005 Luciano Luisi (poesia), Antonio Scurati (narrativa), Edda Bresciani e Gerardo D'Ambrosio (saggistica) ad ex aequo
- 2006 Pierluigi Cappello (poesia), Luigi Guarnieri (narrativa), Massimo Livi Bacci (saggistica)
- 2007 Michele Mari (poesia), Guido Conti (narrativa), Gian Luigi Beccaria (saggistica)
- 2008 Paolo Ruffilli (poesia), Roberto Alajmo (narrativa), Giorgio Ruffolo (saggistica)
- 2009 Bruno Galluccio (poesia), Giorgio Falco (narrativa), Gustavo Zagrebelsky (saggistica)
- 2010 Mariangela Gualtieri (poesia), Helena Janeczek (narrativa), Carlo Ossola (saggistica)
- 2011 Alberto Bevilacqua (poesia), Raffaele Nigro (narrativa), Silvia Ronchey (saggistica)
- 2012 Luciano Cecchinel (poesia), Pietro Grossi (narrativa), Paolo Bevilacqua (saggistica)
- 2013 Stefano Carrai (poesia), Lidia Ravera (narrativa), Nadia Fusini (saggistica)
- 2014 Sauro Albisani e Elena Salibra (poesia) ad ex aequo, Antonio Pascale (narrativa), Paul Ginsborg (saggistica)
- 2015 Giovanni Parrini (poesia), Maurizio Torchio (narrativa), Simone Verde (saggistica)
- 2016 Sonia Gentili (poesia), Romano Luperini (narrativa), Zygmunt Bauman e Ezio Mauro (saggistica)
- 2017 Francesco Scarabicchi (poesia), Lucia Brandoli (poesia opera prima), Alberto Rollo (narrativa), Marco Revelli (saggistica)
- 2018 Enrico Testa (poesia), Leonardo Colombati (narrativa), Federico Fubini (saggistica), Vittorio Veroli (premio Marco Barabotti per la narrativa) [3]
- 2019 Giuseppe Grattacaso (poesia), Giuseppe Culicchia (narrativa), Remo Bodei (saggistica) [4]
- 2020 Matteo Pelliti (poesia), Paolo Di Stefano (narrativa), Flavio Caroli (saggistica), Livia Franchini (premio Marco Barabotti per la narrativa) [5]
- 2021 Roberto Deidier (poesia), Raffaella Romagnolo (narrativa), Claudio Strinati (saggistica) [6]
- 2022 Roberto Amato (poesia), Lorenzo Marone (narrativa), Tommaso Greco (saggistica) [7]
- 2023 Simona Mancini (poesia), Marco Rossari (narrativa), Leonardo Arrighi (saggistica) [8]
- 2024 Pierluigi Lanfranchi e Valentino Ronchi (poesia) ex aequo, Carmine Abate (narrativa), Antonio Polito (saggistica)[9]

## Le giurie del Premio nazionale letterario Pisa
- Giuria di narrativa: Walter Pedullà (presidente), Athos Bigongiali, Alberto Casadei, Giovanni Nardi, Concetta D'Angeli, Lorenzo Greco.
- Giuria di poesia:  Floriano Romboli (presidente), Ennio Cavalli, Alessandro Fo, Giuseppina Stella Galbiati, Giuseppe Grattacaso, Matteo Pelliti.
- Giuria di saggistica: Eugenio Ripepe (presidente), Massimo Augello, Lina Bolzoni, Roberto Ciardi, Michele Ciliberto, Claudio Palazzolo.[10]